# Omsk

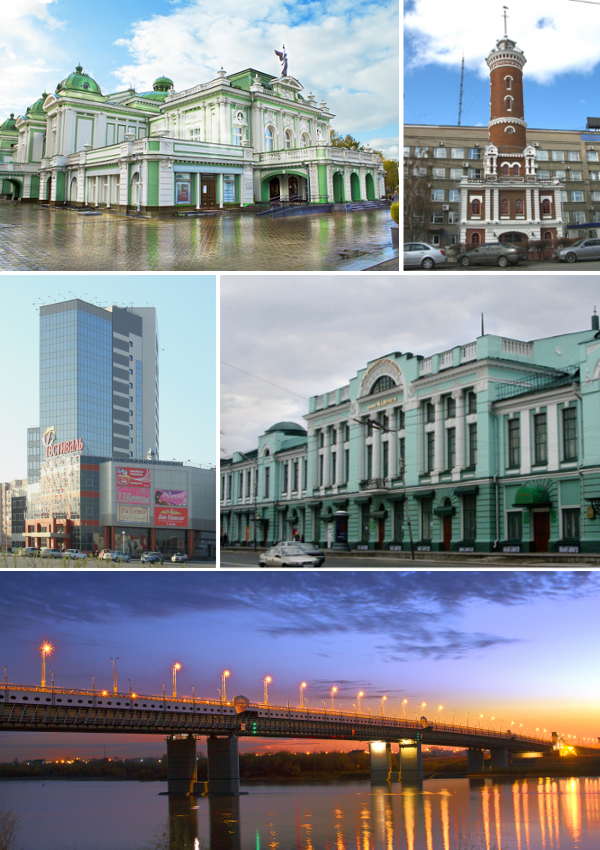
Links oben: Omsker Schauspielhaus
Rechts oben: Omsker Feuerturm
Mitte links: Einkaufs- und Bürozentrum „Festival“
Mitte rechts: M.-A.-Wrubel-Museum
Bild unten: Brücke der Metro Omsk über den Irtysch

Omsk (russisch Омск) ist eine Großstadt in Sibirien, Hauptstadt der Oblast Omsk und mit 1.154.116 Einwohnern die achtgrößte Stadt Russlands.

## Geographie
Omsk liegt am Zusammenfluss von Irtysch und Om. Die Stadt ist in fünf Stadtteile (okrug/округ) eingeteilt, davon vier rechts des Irtysch:
- Zentralny (Центральный, entsprechend dem Stadtzentrum und den nordöstlich davon gelegenen Gebieten; 271.400 Einwohner)
- Oktjabrski (Октябрьский, östlich des Stadtzentrums; 162.400 Einwohner)
- Sowjetski (Советский, nordwestlich des Stadtzentrums; 256.100 Einwohner)
- Leninski (Ленинский, südlich des Stadtzentrums; 194.400 Einwohner)
- Kirowski (Кировский, links des Irtysch; 238.000 Einwohner)

Der Zeitunterschied zu Moskau beträgt drei Stunden (UTC +06:00), die Entfernung dorthin 2250 Kilometer. Es herrscht kontinentales Klima mit heißem Sommer und kaltem Winter.

## Geschichte

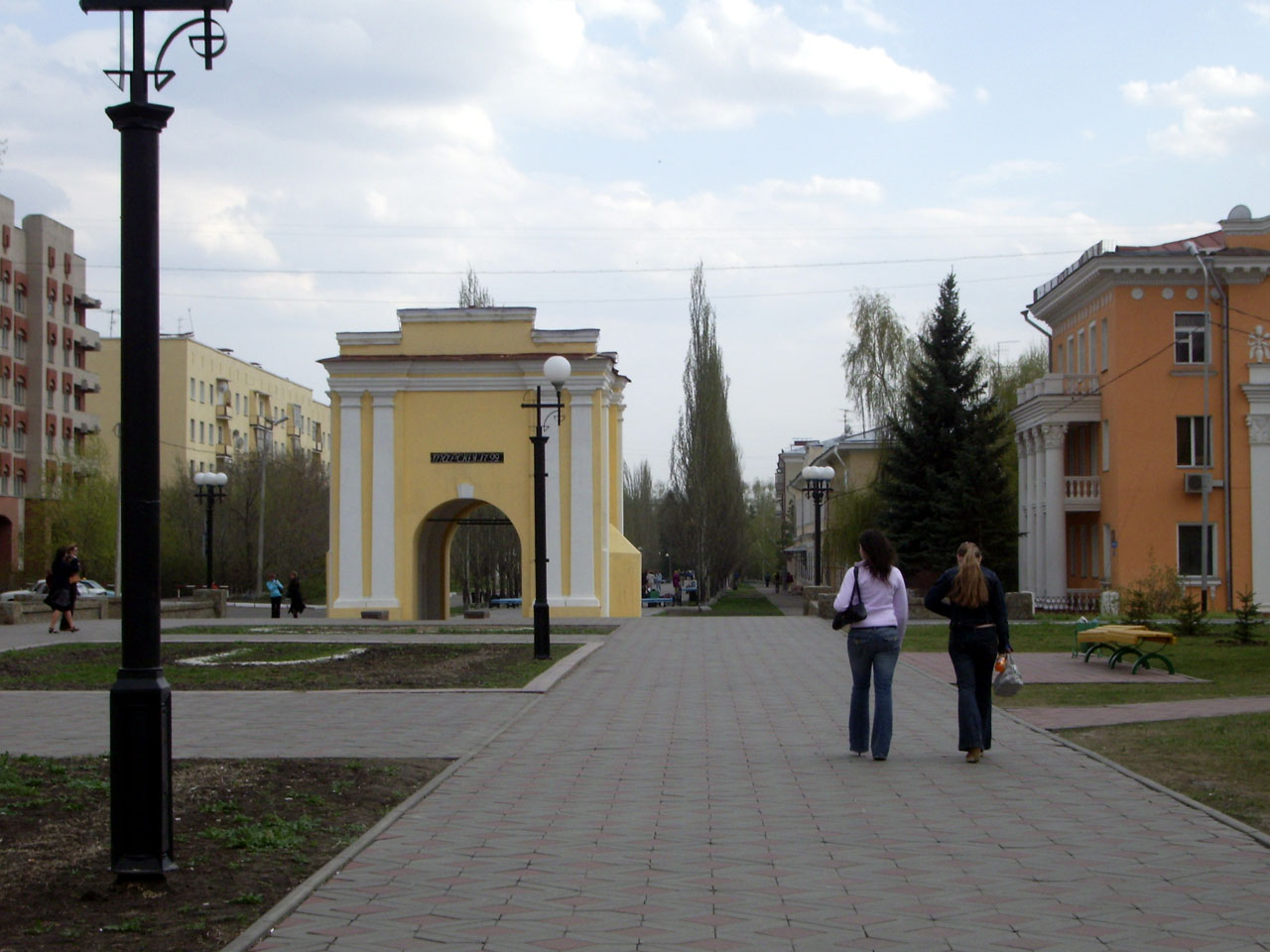
Tarskije-Tor

Omsk wurde 1716 vom Trupp des deutschstämmigen Oberstleutnants der Russischen Armee Johann D. Buchholz als Grenzfestung für den Schutz Russlands gegen Überfälle aus dem Südosten gegründet, aber auch als Stützpunkt für die weitere Erschließung Sibiriens. Unter Einfluss des Oberbefehlshabers Iwan Iwanowitsch Springer entstand auf dem östlichen Ufer des Irtysch 1768 eine für die damalige Zeit moderne Festung mit Mauerwerk. Diese verhalf Omsk dazu, als militärisch-strategisch wichtiger Stützpunkt fortzubestehen. Seit 1782 ist Omsk eine Stadt. Im 19. Jahrhundert war Omsk Verbannungsort für Dissidenten, wie zum Beispiel Fjodor Dostojewski und die Dekabristen. 1822 wurde das Generalgouvernement Westsibirien gebildet. 1838 wurde dessen Hauptverwaltung von Tobolsk nach Omsk verlegt. Von 1882 bis 1917 war die Stadt Verwaltungszentrum des Generalgouvernements der Steppe. Bis 1918 befand sich in Omsk der Hauptsitz des Sibirischen Kosakenheeres. Nach dem Ausbruch der Oktoberrevolution und des Russischen Bürgerkrieges wurde die Stadt durch die Weißen Garden besetzt. 1918 bis 1919 war Omsk die Residenz der antikommunistischen Regierung des Admirals Koltschak. Im November 1919 wurde die Stadt von der Roten Armee eingenommen. Seit 1936 ist Omsk das administrative Zentrum der Oblast Omsk.
Anfang des 20. Jahrhunderts kam es zu einem starken Wirtschaftswachstum durch die Eröffnung der Transsibirischen Eisenbahn im Jahre 1895. Omsk wurde eine wichtige Handelsstadt in Sibirien. Über den Hafen am Fluss Irtysch werden Städte in der Taiga nördlich von Omsk versorgt.
Während des Zweiten Weltkrieges wurden unzählige Industriebetriebe aus dem europäischen Teil der Sowjetunion nach Sibirien verlegt. Infolgedessen entfaltete sich Omsk zu einem wichtigen Produzenten von Rüstungsgütern für die Rote Armee. Die Stadt wuchs dadurch innerhalb weniger Jahre auf das Dreifache. Die Fabrik Nr. 174 (Woroschilowwerk) fertigte unter anderem auch den legendären T-34-Panzer.
Nach dem Zweiten Weltkrieg wurde Omsk zu einer von einigen geschlossenen Städten in der Sowjetunion, in welche Ausländer bis Perestroika und Glasnost keinen Zutritt hatten, um Spionageangriffe in der Omsker Militär- und Raumfahrtindustrie abzuwehren.
Omsk ist heute Standort der 33. Raketenarmee.
Im Gebiet rund um Omsk findet man bis heute viele Russlanddeutsche, zum Beispiel im Deutschen Nationalkreis Asowo, die in den Kriegsjahren aus der Wolgaregion nach Sibirien und in andere Teile der Sowjetunion umgesiedelt worden waren. Zahlreiche Dörfer unweit von Omsk (vor allem im Rajon (Kreis) Moskalenki und Issilkul) wurden von Russlandmennoniten gegründet; dort lebt heute noch eine große Zahl dieser Plattdeutsch (Plautdietsch) sprechenden Mennoniten.

## Bevölkerungsentwicklung
| Jahr | Einwohner |
| ---- | --------- |
| 1725 | 0.000.992 |
| 1825 | 0.009.000 |
| 1858 | 0.018.000 |
| 1897 | 0.037.376 |
| 1926 | 0.162.000 |
| 1939 | 0.288.855 |
| 1959 | 0.581.108 |
| 1970 | 0.821.151 |
| 1979 | 1.014.246 |
| 1989 | 1.148.418 |
| 2002 | 1.134.016 |
| 2010 | 1.154.116 |

Anmerkung: ab 1897 Volkszählungsdaten (1926 gerundet)

## Sehenswürdigkeiten und Kultur

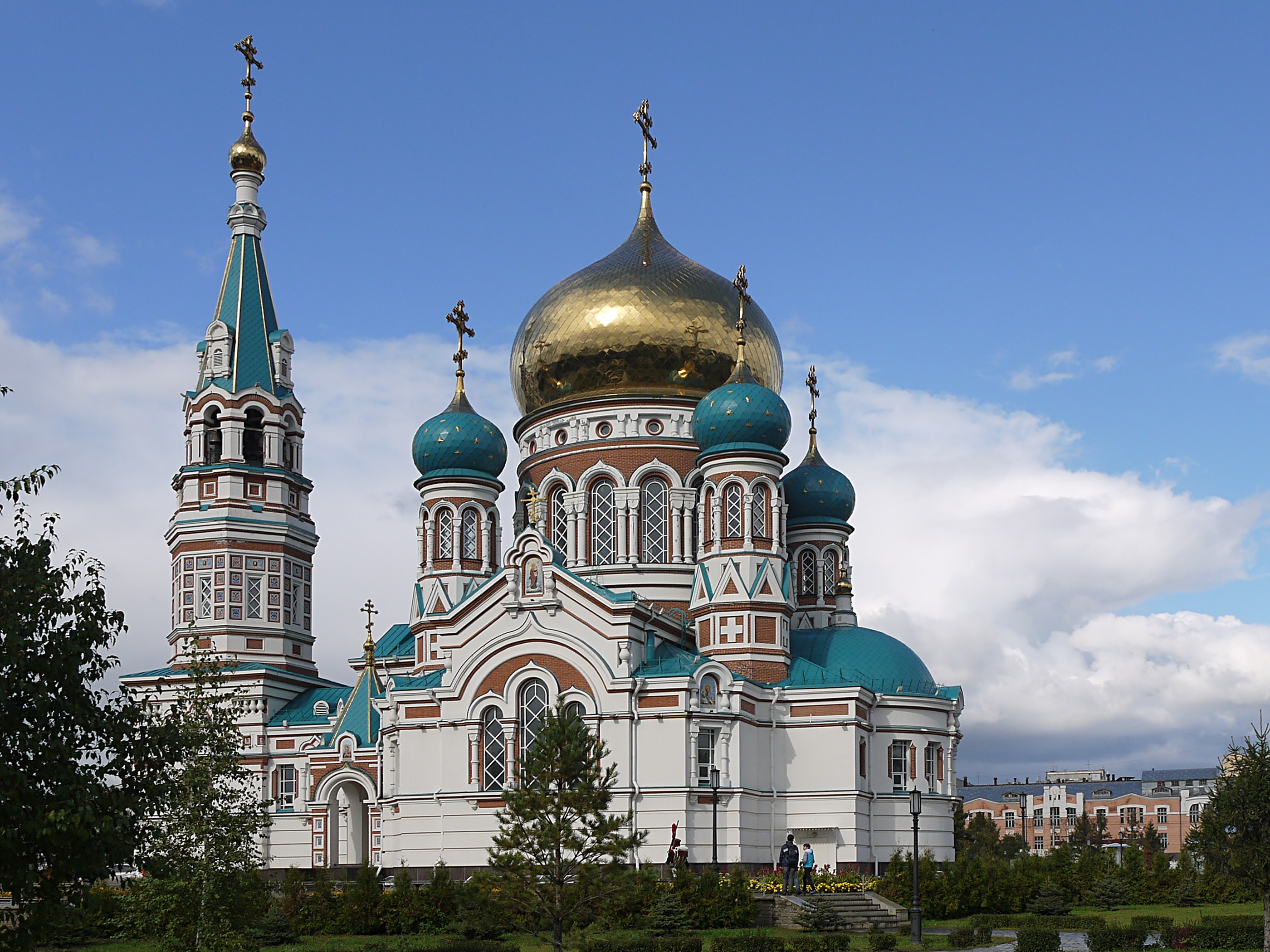
Die Omsker Mariä-Entschlafens-Kathedrale

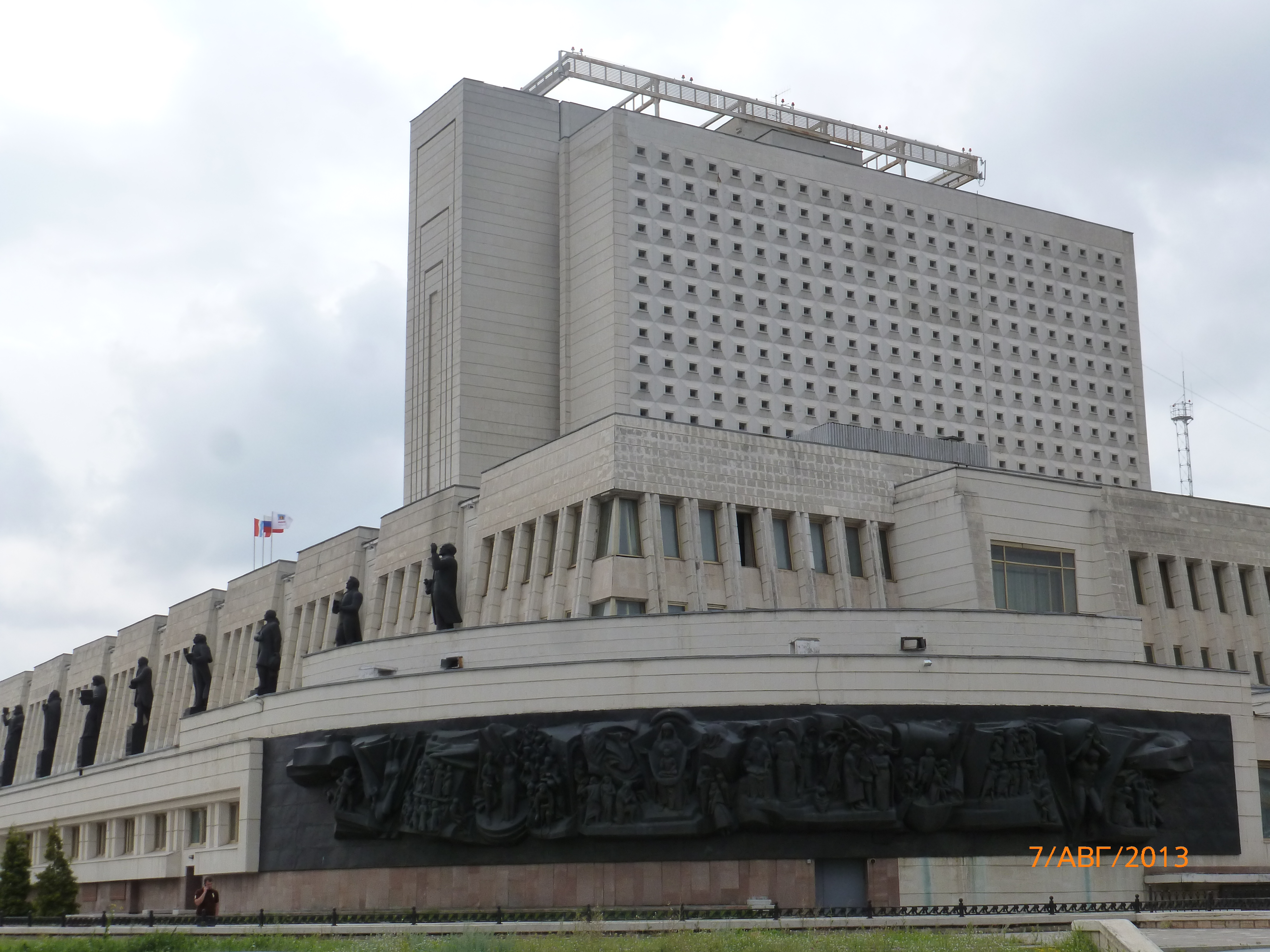
Puschkin-Wissenschaftsbibliothek mit 8 Statuen bedeutender Russen (W. A. Trochimtschuk, 1993)

Omsk ist ein Kunst- und Kulturzentrum und besitzt eine sehenswerte Altstadt mit Fassaden aus mehreren Jahrhunderten. Die Nikolaus-Kathedrale (1838–1840) von Wassili Stassow sowie die Eisenbahn-Akademie von Fredrik Lidvall, der in Sankt Petersburg das Grand Hotel Europe errichtete, sind einige Beispiele einer architektonisch durch und durch interessanten Stadt. Beispiele moderner Architektur sind das Musiktheater in Form einer Sprungschanze oder das Handelszentrum aus den 1980er-Jahren.
Die Stadt Omsk hat 83 Bibliotheken, neun Museen und mehrere Theater. Das älteste, das Schauspielhaus, ist über 130 Jahre alt. Auch die Philharmonie und der russische Volkschor haben über die Grenzen Sibiriens hinaus einen guten Ruf.

### Museen
Die Omsker Gemäldegalerie befindet sich im prächtigen Gouverneurs-Palast (1859–1862). Die große Sammlung umfasst Werke von Ilja Repin, Iwan Aiwasowski, Wassili Surikow und viele Werke von Michail Wrubel. Mit dieser und anderen Sammlungen steht Omsk an der Spitze der sibirischen Kunstmuseen.
Das große Archäologische und Völkerkundemuseum besitzt eine außerordentliche Sammlung, darunter ein Mammutskelett, archäologische Funde und Werke der Russischen Avantgarde.

### Sport
Jährlich finden in Omsk drei verschiedene Marathonläufe statt, nämlich der Siberian International Marathon (SIM), der Marathon Handicap Omsk und der Siberian Ice Marathon (sogenannter Omsker Weihnachtsmarathonlauf). Der SIM ist einer der wichtigsten Marathonläufe Russlands, der seit 1990 jeden ersten Samstag im August stattfindet und ein Zertifikat der Assoziation des Internationalen Marathonlaufs (AIMS) hat. Der Handicap wird seit 1996 jeden dritten Sonntag im Mai gelaufen.
Der Siberian Ice Marathon findet zum russischen Weihnachtsfest statt. Es handelt sich um einen Halbmarathon, der bei Temperaturen um −20 °C gelaufen wird, was eine besondere Herausforderung an die Sportler stellt. Der kälteste Lauf fand im Winter 2001 am 6. Januar bei −42 °C statt. Der Journalist Tom Ockers nahm an diesem Lauf teil und veröffentlichte ein Buch darüber.
Mit dem HK Awangard Omsk stellt die Stadt einen Eishockeyverein in der Kontinentalen Hockey-Liga (KHL). Ihre Heimspielstätte war die 2007 fertiggestellte Mehrzweckhalle Omsk Arena, die knapp 10.318 Zuschauerplätze hatte und außer für Eishockeyspiele auch für Konzerte und Ausstellungen genutzt wurde. Im September 2019 wurde allerdings entschieden, das bestehende Gebäude abzureißen und durch einen Neubau zu ersetzen. Im Fußball ist die Stadt durch den Verein FK Irtysch Omsk vertreten. Aus Omsk stammen die Olympiasieger Alexei Tischtschenko (Boxen), Irina Tschaschtschina (Gymnastik) und Jewgenija Kanajewa (Rhythmische Sportgymnastik).

## Wirtschaft
In den 1950er- und 1960er-Jahren entwickelte sich Omsk zu einem großen Zentrum der Petrochemie. Die wichtigsten Industriezweige sind weiters Maschinenbau, Gerätebau, Elektronik, Leicht- und Nahrungsmittel- und holzbearbeitende Industrie. Die Produktion von Raumfahrzeugen (Proton, Rockot), Motoren, landwirtschaftlichen Maschinen, Erdöl- und Gasapparaturen sowie Baumaterialien sind relevant.
Der Wirtschaftskraft nach steht die Stadt hinter Moskau, Sankt Petersburg und Jekaterinburg auf Rang vier in Russland. Zu den namhaften Firmen zählen:
- der Erdölkonzern Gazprom Neft (früher Sibneft) mit der Raffinerie Omsk
- die Traktorenfabrik Belarus
- eine Busfabrik in Kooperation mit Volvo
- die Rüstungsfirma Omsktransmasch
- mehrere Brauereien

## Verkehr

### Nahverkehr
Der ÖPNV in der Stadt wird durch die städtische Verkehrsverwaltung abgewickelt. Die Hauptlast des öffentlichen Nahverkehrssystems tragen russlandtypisch Busse und Trolleybusse. Die Straßenbahn fristet in Omsk ein Schattendasein. Die Metro Omsk ist seit 1992 in Bau. Ihre Betriebsaufnahme wurde hauptsächlich wegen mangelnder Finanzierung immer wieder verschoben. 2011 wurde die erste Station Alexander-Puschkin-Bibliothek eröffnet. Eine Fertigstellung ist noch nicht in Sicht; die Bauarbeiten ruhen seit Jahren.
Auf dem Stadtgebiet gibt es vier Straßenbrücken über den Irtysch. Die „Leningrader Brücke“ quert den Fluss im Stadtzentrum. Die „Brücke des 60-jährigen Sieges“ liegt 2,5 Kilometer nördlich und wird in Zukunft auch von der Metro genutzt werden. Die „Brücke des 60. Jubiläums der sowjetischen Lenin-Jugendorganisation“ liegt weiter 4 Kilometer nördlich und verbindet die Wohnviertel links des Irtysch mit den Industrievierteln im Norden. 12 Kilometer südlich der „Leningrader Brücke“ quert eine Umgehungsstraße den Fluss. Dazwischen kreuzt die Eisenbahn den Fluss.

### Fernverkehr

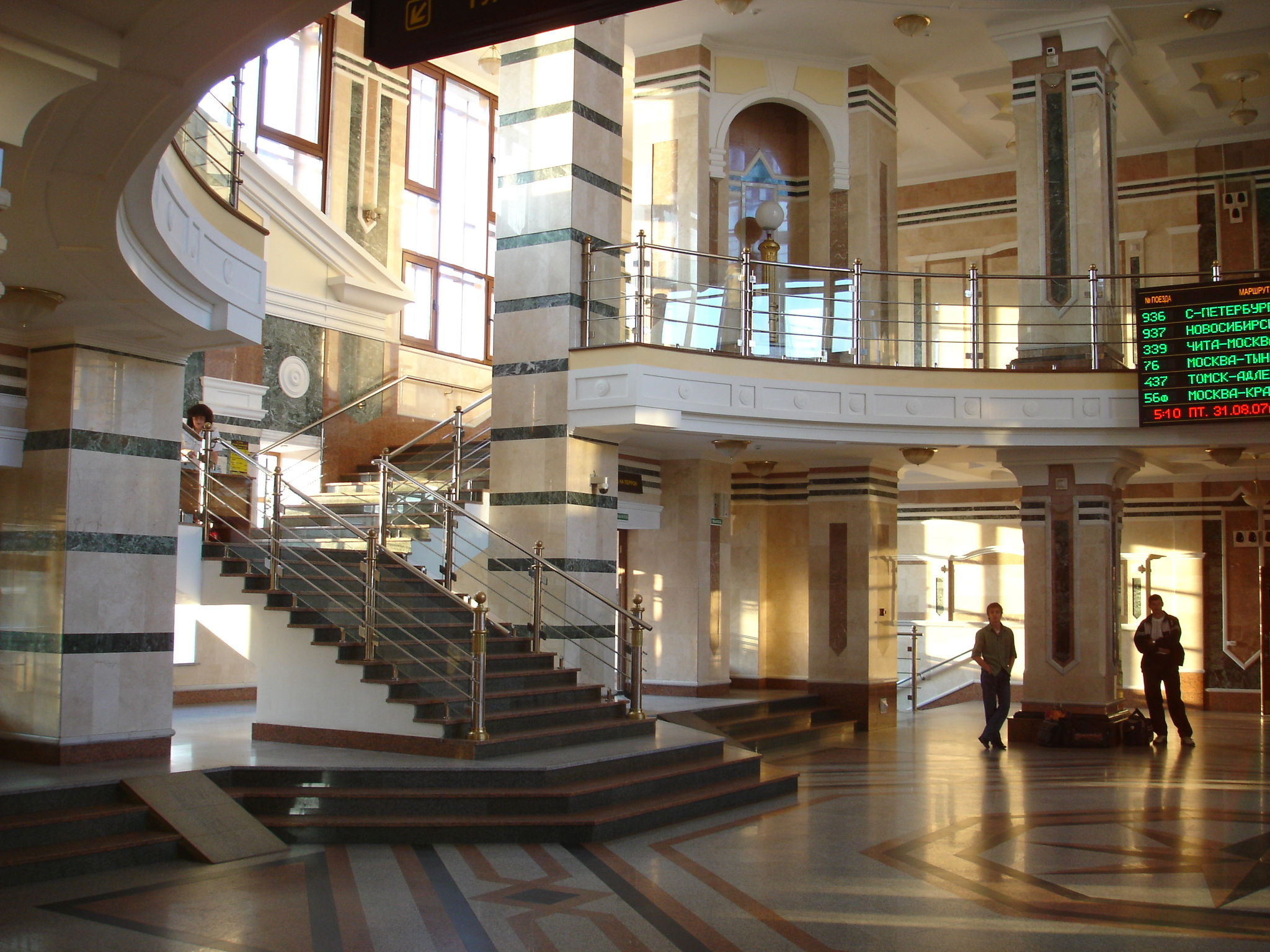
Im Empfangsgebäude des Omsker Hauptbahnhofs

Über die Fernstraßen M51/M5 ist Omsk mit dem europäischen Teil Russlands verbunden. Diese führt über die Uralmetropole Tscheljabinsk bis nach Moskau. Gleichzeitig ist die Stadt Ausgangspunkt der Abzweigung A320, die in südöstlicher Richtung zur kasachischen Grenze und auf kasachischem Gebiet weiter über Pawlodar, Semei (Semipalatinsk) und Saissan zur Grenze mit der Volksrepublik China bei Maikaptschigai führt. Die 632 km lange R402 verbindet im Südteil des Westsibirischen Tieflands Omsk mit Tjumen.
Omsk besitzt außerdem einen Flughafen, der von mehreren Gesellschaften angeflogen wird (darunter die Aeroflot via Moskau). Omsk war zeitweilig der Hauptstützpunkt einer kleineren Gesellschaft (Omskavia). 
Der Flughafen soll außerhalb der Stadt bei der Bauruine des von 1982 bis 1990 entstandenen Flughafens Omsk-Fedorowka neu gebaut werden.
Omsk ist weiterhin an die Transsibirische Eisenbahn angeschlossen, die von Moskau kommend durch die Stadt und ganz Sibirien bis nach Wladiwostok am Pazifik führt.

## Bildung
Jeder vierte Einwohner in Omsk studiert an einer der 20 Hochschulen und Universitäten. 44 Forschungsinstitute, inklusive einer Filiale der russischen Akademie der Wissenschaften, sind in Omsk aktiv. Neben den vier Universitäten (Universität für Eisenbahnverkehr, Technische Universität, Klassische Universität und Pädagogische Universität) gehören vor allem die medizinische Akademie, die Sport-Akademie und die Juristische Akademie zu den führenden Fachhochschulen Russlands.

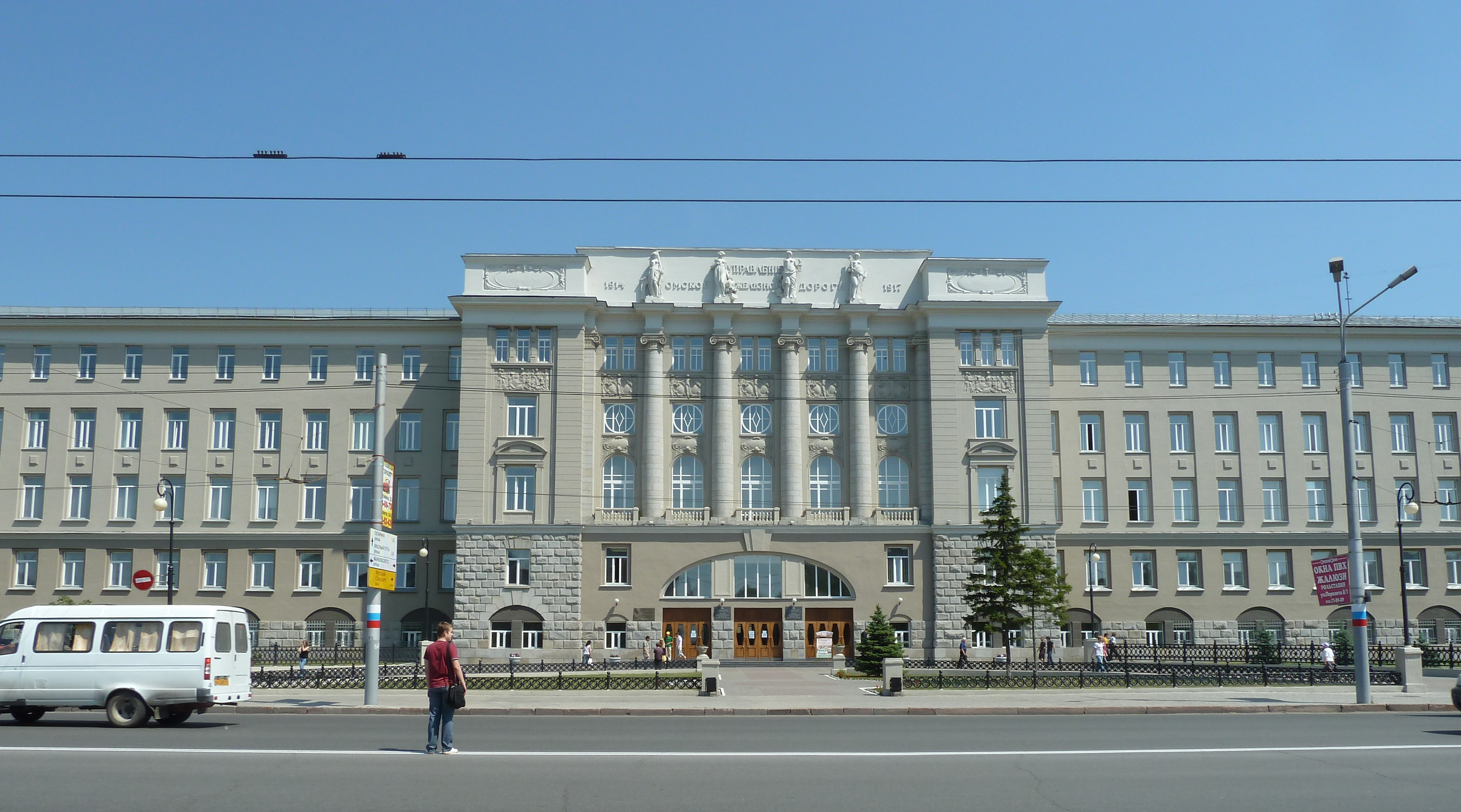
Staatliche Universität für Eisenbahnwesen Omsk (Architekt Fredrik Lidvall, Skulpturen von František Winkler)

Folgende Bildungseinrichtungen sind in der Stadt angesiedelt:
- Filiale der Staatlichen Handelsuniversität Moskau
- Filiale der Staatlichen Akademie für Wasserstraßenverkehr Nowosibirsk
- Filiale des Allrussischen Ferninstituts für Finanzen und Ökonomie
- Filiale des Hauptstädtischen Geisteswissenschaftlichen Instituts
- Filiale des Russischen Ferninstituts für Textil- und Leichtindustrie
- Filiale des Staatlichen Kulturinstituts des Altaigebiets
- Fremdsprachenkolleg Omsk
- Institut der Weltökonomie SibEKO
- Institut für Nachrichtenelektronik, Dienstleistung und Diagnostik
- Akademie Omsk des Innenministeriums Russlands
- Filiale Omsk des Instituts für Fremdsprachen
- Institut für Fremdsprachen Omsk
- Juristisches Institut Omsk
- Staatliche Universität Omsk
- Staatliche Agraruniversität Omsk
- Staatliche Medizinische Akademie Omsk
- Staatliche Technische Universität Omsk
- Staatliche Universität für Eisenbahnwesen Omsk
- Staatliche Pädagogische Universität Omsk (ehem. Staatliches Pädagogisches A.-M.-Gorki-Institut Omsk)
- Staatliches Serviceinstitut Omsk
- Technisches Panzerinstitut Omsk
- Pädagogisches Kolleg Nr. 4
- Sibirische Staatliche Akademie für Kraftfahrzeugwesen und Straßenbau
- Sibirische Staatliche Sportakademie
- Sibirisches Institut für Business und Informationstechnologien
- Sibirisches Institut für Kraftfahrzeugwesen und Straßenbau

Der Asteroid (3406) Omsk, entdeckt von Bella Burnaschewa, trägt seit 1992 den Namen der Stadt.

## Städtepartnerschaften
Omsk listet vierzehn internationale, sowie vierzehn inländische Partnerstädte (inkl. Krim) auf:
| Stadt           | Land                | seit |
| --------------- | ------------------- | ---- |
| Angarsk         | Russland            | 2011 |
| Antalya         | Türkei              | 2012 |
| Bratsk          | Russland            | 2011 |
| Brjansk         | Russland            | 2010 |
| Burgas          | Bulgarien           | 2013 |
| Danzig          | Polen               | 2008 |
| Fuzhou          | Volksrepublik China | 2013 |
| Gomel           | Belarus             | 2010 |
| Gorno-Altaisk   | Russland            | 2010 |
| Jinju           | Südkorea            | 2007 |
| Kaifeng         | Volksrepublik China | 2007 |
| Kaliningrad     | Russland            | 2000 |
| Karlsbad        | Tschechien          | 2006 |
| Krasnojarsk     | Russland            |      |
| Łódź            | Polen               | 2008 |
| Lublin          | Polen               | 2009 |
| Mahiljou        | Belarus             | 2016 |
| Minsk           | Belarus             | 2013 |
| Nischnewartowsk | Russland            |      |
| Nowosibirsk     | Russland            | 2006 |
| Pawlodar        | Kasachstan          | 2007 |
| Pensa           | Russland            | 2010 |
| Petropawl       | Kasachstan          | 2003 |
| Púchov          | Slowakei            | 2002 |
| Simferopol      | Ukraine             | 2008 |
| Stawropol       | Russland            | 2013 |
| Surgut          | Russland            | 2017 |
| Tscheljabinsk   | Russland            | 2002 |
| Ulan-Ude        | Russland            | 2010 |

Unbelegte
- Milwaukee, Vereinigte Staaten, seit 1992
- York Region, Kanada, seit 1997

## Klimatabelle
|                       | Jan   | Feb   | Mär   | Apr  | Mai  | Jun  | Jul  | Aug  | Sep  | Okt  | Nov   | Dez   |   |      |
| Mittl. Tagesmax. (°C) | −13,1 | −11,8 | −3,4  | 8,8  | 18,2 | 24,0 | 25,5 | 21,9 | 16,4 | 6,1  | −3,8  | −10,2 | ⌀ | 6,6  |
| Mittl. Tagesmin. (°C) | −21,8 | −21,3 | −13,0 | −1,3 | 5,4  | 11,5 | 13,9 | 10,9 | 5,6  | −2,0 | −11,2 | −18,6 | ⌀ | −3,4 |
|                       |       |       |       |      |      |      |      |      |      |      |       |       |   |      |
| Niederschlag (mm)     | 22    | 14    | 14    | 21   | 34   | 54   | 59   | 54   | 33   | 34   | 29    | 22    | Σ | 390  |
|                       |       |       |       |      |      |      |      |      |      |      |       |       |   |      |
| Sonnenstunden (h/d)   | 2,2   | 4,4   | 5,9   | 7,8  | 9,2  | 10,6 | 10,4 | 8,0  | 6,0  | 3,4  | 2,4   | 2,0   | ⌀ | 6    |
|                       |       |       |       |      |      |      |      |      |      |      |       |       |   |      |
| Regentage (d)         | 7     | 5     | 4     | 5    | 6    | 8    | 9    | 9    | 7    | 9    | 8     | 6     | Σ | 83   |
|                       |       |       |       |      |      |      |      |      |      |      |       |       |   |      |
| Luftfeuchtigkeit (%)  | 80    | 79    | 78    | 66   | 52   | 58   | 67   | 71   | 70   | 76   | 82    | 81    | ⌀ | 71,6 |

| −21,8 |

| −21,3 |

| −13,0 |

| −1,3 |

| 5,4 |

| 11,5 |

| 13,9 |

| 10,9 |

| 5,6 |

| −2,0 |

| −11,2 |

| −18,6 |

| −21,8 |

| −21,3 |

| −13,0 |

| −1,3 |

| 5,4 |

| 11,5 |

| 13,9 |

| 10,9 |

| 5,6 |

| −2,0 |

| −11,2 |

| −18,6 |